# Аббасов Шухрат Саліхович
Шухрат Саліхович Аббасов (16 січня 1931, Коканд, Ферганська область, Узбекистан — 25 квітня 2018) — узбецький і радянський кінорежисер і сценарист, народний артист СРСР (1981).

## Біографія
За національністю узбек. Закінчив Ташкентський медичний технікум (1949), режисерський факультет Ташкентського театрально-художнього інституту ім. А. Н. Островського (1954), Вищі режисерські курси при «Мосфільмі» (1958). Працював головним режисером Янгіюльського драматичного театру, з 1959 року — працює на кіностудії Узбекфільм.
Секретар правління Спілки кінематографістів Узбекистану. Викладав в ТГІІ, професор. Член КПРС з 1981.

## Постановки спектаклів
- «Серцеві таємниці» Б. Рахманова,
- «Нурхон» К. Яшена,
- «Витівки Мансар» Хамзи Хакім-заде Ніязі,
- «Хворі зуби» А. Каххара та інші.

## Фільмографія
- 1958 — Васисуалій Лоханкін (к/м, у співавт. з Г. Данелія)
- 1960 — Про це говорить вся махалля
- 1962 — Ти не сирота
- 1965 — Прозріння
- 1968 — Ташкент — місто хлібне (за мотивами однойменної повісті О. Нєвєрова)
- 1971 — Драма любові
- 1974 — Абу Райхан Беруні
- 1977 — 1985 — Вогняні дороги (17 серій)
- 1990 — Маленька людина у великій війні
- 1997 — Батькові долини